# Мешковое
Мешково́е — село в Максимовском сельском поселении Шебекинского района Белгородской области.

## География
Село Мешковое расположено на дороге, идущей из Максимовки в Терезовку. К Мешковому примыкают хутора Бабенков и Стадников. К югу от села находится балка Большой Яр, к западу — балка Долгина.  В 4 километрах от села проходит граница с Украиной. Ближайшее село на Украине — Дегтярное.

## Население
| 2002 | 2010 |
| ---- | ---- |
| 508  | ↗528 |

## Объекты социальной сферы
- Общеобразовательная средняя школа
- Детский сад
- Фельдшерско-акушерский пункт
- Дом культуры
- Библиотека[3]